# 대량응징보복
대량응징보복(大量膺懲報復, Korea Massive Punishment and Retaliation, KMPR)은 북한이 미사일 공격을 할 경우 대규모 미사일 발사로 보복한다는 한국군의 군사전략이다. 원래 전세계적인 군사전략인 대량보복(massive retaliation)을 한국군이 채용했다. 한국 국방부는 압도적 대응이라는 명칭으로 바꾸기로 했다.

## 역사
2016년 9월 9일 북한 5차 핵실험 직후, 한국군은 KMPR 계획을 공개했다. 대량응징보복(KMPR) 작전 개념은 평양을 몇몇 구역으로 나눠 핵무기 사용 징후 등이 감지되면 전쟁지휘부가 숨은 장소를 없애는 것이 핵심이다.
2016년 10월 18일, 국방부는 북한의 핵·미사일 위협에 대비하는 한국 군의 '3축 체계'인 킬체인, 한국형미사일방어체계(KAMD), 대량응징보복체계(KMPR) 구축시기를 기존 2020년대 중반에서 2~3년 앞당겨 전력화할 방침이라고 밝혔다.

## 전략사령부
대량응징보복 작전을 지휘할 전략사령부가 오산공군기지에 창설될 계획이다.

## 참수부대
대량응징보복 작전의 내용인 북한 수뇌부 참수작전을 실행하기 위해, 특수부대와 특수작전헬기부대를 창설할 계획이다. 작전계획 5015 참조.

## 비판
군사 전문가들은 북한의 핵 공격에 대응해 우리 군이 재래식 무기를 동원해 북한 수뇌부를 제거한다는 ‘대량응징보복’이 북한을 ‘유즈 오어 루즈’(Use Or Lose, 지금 쓰지 않으면 잃어버린다) 딜레마에 빠뜨릴 수 있다고 지적한다. 군의 한 전문가는 "핵을 억제하기 위해 재래식으로 위협한다는 것은 상대가 진짜 핵을 쓰게 만들 수 있다는 점에서 상당히 위험하다"고 말했다.

## 같이 보기
- 킬 체인
- KAMD